# 3874-es busz
A 3874-es jelzésű autóbuszvonal egy Tokaj és Erdőbénye között közlekedő helyközi járat, amelyet a Volánbusz Zrt. üzemeltet munkanapokon.

## Útvonala
Tokaj vasútállomásáról indul. A 38-as főútra kanyarodik ki, melyről hamarosan le is tér, a várost északnyugati irányban hagyja el. A Bodrog völgyében halad, első település Bodrogkeresztúr, melyet a vele összenőtt Bodrogkisfalud követ. Ezután a szintén összenőtt Szegi és Szegilong jön, melynek állomásán (Erdőbénye nevet viseli elhelyezkedésével ellentétben) vasúti csatlakozást biztosít Szerencs/Budapest és Sátoraljaújhely felé/felől. Keresztezi a 37-es főútat, majd a 3705-ös mellékúton, a vonal 23. kilométerénél érkezik Erdőbénye községbe, a falu Mátyás király utcájánál végállomásozik.
Ellentétes irányban útvonala változatlan.

## Közlekedése
Indítása munkanapokon 1 pár. Útvonala a 3881-es és a 3868-as buszok útvonalából áll össze.
| Útvonal                                  | Indításszám | Közlekedési rend |
| ---------------------------------------- | ----------- | ---------------- |
| Tokaj, vá. – Erdőbénye, Mátyás király u. | 1 pár       | munkanapokon     |

## Megállóhelyei
| 0  | Tokaj, vasútállomás végállomás                         | 0.0 km  | 3853, 3885, 3892, 3895, 4243, 4245 Tokaj InterCity, személyvonat – Tokaj [100c] |
| 1  | Tokaj, gimnázium                                       | 0.8 km  | 3807, 3808, 3853, 3885, 3892, 3895, 3896, 4243, 4245                            |
| 2  | Tokaj, Mosolygó utca 1. (↓) Tokaj, Serház utca 38. (↑) | 1.8 km  | 1449 3807, 3808, 3853, 3881, 3885, 3892, 3895, 3896, 4243                       |
| 3  | Tokaj, kereskedelmi szakmunkás középiskola             | 3.6 km  | 1449 3807, 3808, 3853, 3881, 3885, 3892, 3895, 3896, 4243                       |
| 4  | Tokaj, egészségügyi központ                            | 4.2 km  | 1449 3807, 3808, 3853, 3881, 3885, 3892, 3895, 3896, 4243                       |
| 5  | Tokaj, téglagyár                                       | 6.7 km  | 3885, 3892                                                                      |
| 6  | Bodrogkeresztúr, tarcali elágazás                      | 7.7 km  | 1449 3881, 3885, 3892, 3895                                                     |
| 7  | Bodrogkeresztúr, községháza                            | 8.2 km  | 1449 3881, 3885, 3892, 3895                                                     |
| 8  | Bodrogkeresztúr, Kossuth utca 20.                      | 9.6 km  | 1449 3881, 3885, 3892, 3895                                                     |
| 9  | Bodrogkeresztúr, vasútállomás                          | 10.5 km | 1449 3881, 3885, 3892 Zemplén InterCity, személyvonat – Bodrogkeresztúr [80.]   |
| 10 | Bodrogkisfalud bejárati út                             | 11.1 km | 1449 3881, 3885                                                                 |
| 11 | Bodrogkisfalud, Hunyadi út                             | 11.8 km | 1449 3881, 3885                                                                 |
| 12 | Szegi, felső                                           | 12.8 km | 1449 3881, 3885                                                                 |
| 13 | Szegi, vegyesbolt                                      | 13.5 km | 1449 3881, 3885                                                                 |
| 14 | Szegi, Alkotmány utca 74.                              | 14.4 km | 1449 3881, 3885 személyvonat – Szegi [80.]                                      |
| 15 | Szegilong, községháza                                  | 16.3 km | 1449 3881, 3885                                                                 |
| 16 | Erdőbénye vasúti megállóhely bejárati út               | 16.5 km | 3868, 3885                                                                      |
| 17 | Erdőbénye vasúti megállóhely                           | 16.6 km | 3868, 3885 Zemplén InterCity, személyvonat – Erdőbénye [80.]                    |
| 18 | Erdőbénye vasúti megállóhely bejárati út               | 16.7 km | 3868, 3885                                                                      |
| 19 | Szárhegyi szőlők                                       | 19.8 km | 3868                                                                            |
| 20 | Üdülő elágazás                                         | 21.4 km | 3868                                                                            |
| 21 | Erdőbénye, Bethlen Gábor utca 2.                       | 22.6 km | 3868                                                                            |
| 22 | Erdőbénye, Bethlen Gábor utca 76.                      | 23.3 km | 3868                                                                            |
| 23 | Erdőbénye, Mátyás király utca végállomás               | 24.0 km | 3729, 3868                                                                      |